# Sparta, North Carolina
Sparta är administrativ huvudort i Alleghany County i North Carolina. Orten har fått sitt namn efter den gamla grekiska stadsstaten. Sparta hade 1 770 invånare enligt 2010 års folkräkning.

## Kända personer från Sparta
- Del Reeves, countrysångare